# Begonia malachosticta
Espèce
Begonia malachosticta est une espèce de plantes de la famille des Begoniaceae.
L'espèce fait partie de la section Petermannia.
Elle a été décrite en 1990 par Martin Jonathan Southgate Sands (1938-).

## Répartition géographique
Cette espèce est originaire du pays suivant : Malaisie.